# 科摩羅航空
科摩羅航空（Comores Aviation International）是一間位於科摩羅的私人航空公司。提供國內和國外的航班。所有目的地都是非洲東岸和印度洋國家等。樞紐機場是賽義德·易卜拉欣王子國際機場和昂儒昂機場。

## 歷史
葛摩航空成立於1996年，創立時原文名為，於1997年開始服務。航空公司由Jean-Marc Heintz（主席，70%）和Batouli Heintz（總經理，30%）擁有，2010年時有110名員工。約2008年時，公司的原文名改為。
為了擴張航線，葛摩航空於2010年租機引進BAe 146噴射客機，並將其IATA代碼由KR更改為O5，但於2011年9月遭葛摩的國家民航與氣象局停止其營業許可而停飛。在停飛後數月後，葛摩航空曾短暫租用A310復航莫羅尼至馬賽的航線，但在執飛來回兩趟後即又停止營業，未再復航。
葛摩航空的總裁Jean-Marc Heintz在阿扎利·阿蘇馬尼於2016年回鍋擔任葛摩總統甫上任時被任命為葛摩國家民航與氣象局的局長，但因Heintz在任內引起包括AB航空停止營運案等許多爭議，在上任不到一年半即被撤換局長職位，轉任總統阿蘇馬尼的航空安全顧問。

## 目的地
科摩羅航空有以下目的地（截至2009年3月）：
- 科摩羅：
  - 昂儒昂島（昂儒昂機場）樞紐機場
  - 莫埃利島（莫埃利島機場）
  - 莫羅尼（賽義德·易卜拉欣王子國際機場）樞紐機場
- 法國行政區劃馬約特
  - 藻德濟（藻德濟國際機場）
- 馬達加斯加
  - 塔那那利佛（塔那那利佛/伊瓦圖國際機場）
  - 馬任加（馬任加機場）
- 坦桑尼亞
  - 達累斯薩拉姆（朱利葉斯·尼雷爾國際機場）

## 機隊
科摩羅航空有以下機隊（截至2009年3月）：
- 1架 EMB-120
- 2架 L-410

### 之前擁有的機隊
- 1架 霍克西德利 HS748（英语：Hawker Siddeley HS 748）

## 備註
1. ↑  Albalad Mayotte. . HabarizaComores. 2010-08-30  [2022-12-08]. （原始内容存档于2023-06-10） （法语）.
2. ↑  . 2010. （原始内容存档于2010-02-11） （法语）.
3. ↑  . Clicanoo. 2012-11-28. （原始内容存档于2012-11-28） （法语）.
4. ↑  Abouhariat Saïd Abdallah. . HabarizaComores. 2011-12-23  [2022-12-08] （法语）.
5. ↑  Ahamada Andhumati. . 2012-02-16  [2022-12-08] （法语）.[]
6. ↑  . HabarizaComores. 2012-02-29  [2022-12-08] （法语）.
7. ↑  Ahamada Andhumati. . HabarizaComores. 2012-06-08  [2022-12-08] （法语）.
8. ↑  Thierry Vigoureux. . Tour Hebdo. 2012-08-21  [2022-12-08] （法语）.
9. ↑  . HabarizaComores. 2016-06-15  [2022-12-08]. （原始内容存档于2018-09-26） （法语）.
10. ↑  Ali Abdou. . Al-watwan. 2017-08-29  [2022-12-08]. （原始内容存档于2017-08-29） （法语）.
11. ↑  Ali Abdou. . Al-watwan. 2017-08-30  [2022-12-08]. （原始内容存档于2017-08-30） （法语）.
12. ↑  Faïza Soulé Youssouf. . Al-watwan. 2022-03-10  [2022-12-08]. （原始内容存档于2022-03-13） （法语）.
13. 1 2  國際飛行：2007年4月3日

## 外部連結
- 官方網站 [] （官方網站於2012年5月12日的頁面存檔備份，存于）